# Габонско-грузинские отношения
Габонско-грузинские отношения — двусторонние отношения между Габонской Республикой в Западной Африке и Грузией на Южном Кавказе.

## Отношения
Дипломатические отношения между Габоном и Грузией были установлены 19 сентября 2011 года, когда Григол Вашадзе, министр иностранных дел Грузии, и его габонский коллега Поль Тунгуи встретились на полях Генеральной Ассамблеи Организации Объединенных Наций в Нью-Йорке, чтоб подписать первое двустороннее соглашение между двумя странами. В 2015 году министры иностранных дел Георгий Квирикашвили и Эммануэль Иссозе-Нгондет снова встретились, чтобы поделиться опытом государственных реформ.
В августе 2018 года у берегов Западной Африки потерялось грузовое судно с 17 грузинскими моряками. Судно было найдено неделю спустя при загадочных обстоятельствах у побережья Габона и пришвартовано Габонской нефтехранилищной компанией в порту Овендо.

## Визовый режим
Из-за отсутствия безвизового режима граждане Грузии должны получить туристическую, деловую или резидентскую визу перед поездкой в Габон. Грузины могут получить такие визы только в консульских службах посольств Габона в Москве или Париже.